# 普通日记账
普通日记账（英語：general journal）记录了与调整分录、期初库存、折旧、会计错误等有关的交易。普通日记账的源文件可以是记账凭证、管理报告的副本和发票。在交易（原始账簿）被记入总账或辅助分类账之前，通常会先记入日记账。
在会计信息系统中，可以使用各种特殊日记账，如销售日记账、采购日记账、现金收入日记账、付款日记账和普通日记账。记录在普通日记账中的交易是那些不符合组织使用的任何特殊日记账的条目，如非程序性或调整性条目。